# Aaron Kosminski
Jack Rozparovač
Aaron Kosminski (1865 Kłodawa – 1919 Londýn) byl polský židovský holič, který trpěl duševní nemocí.
V roce 2019 byl pomocí DNA usvědčený jako vrah z Londýna, známý jako Jack Rozparovač. Za svého života ho ale nikdo nikdy nechytil, ačkoliv byl už od začátku vyšetřování jedním z hlavních podezřelých.

## Život
Kosminski byl polský Žid, který emigroval z Polska do Anglie v 80. letech 19. století. Pracoval jako holič ve Whitechapel v East Endu v Londýně, kde byla v roce 1888 spáchána série vražd připisovaných neidentifikované postavě přezdívané Jack Rozparovač. Od roku 1891 byl Kosminski institucionalizován poté, co ohrožoval svou sestru nožem. Nejprve byl držen v psychiatrické nemocnici Colney Hatch a poté převezen do azylu v Leavesden.
Policejní úředníci z doby vražd jmenovali jednoho ze svých podezřelých jako „Kosminski“ (křestní jméno nebylo uvedeno) a popsali ho jako polského Žida v psychiatrické nemocnici. Téměř století po konečné vraždě byl podezřelý „Kosminski“ identifikován jako Aaron Kosminski, ale existovalo jen málo důkazů, které by ho spojovaly s „Kosminskim“, který byl podezřelý z vražd, navíc data jejich smrti se liší. Je možné, že Kosminski byl zaměněn s jiným polským Židem stejného věku jménem Aaron nebo David Cohen (pravé jméno možná Nathan Kaminsky), který byl násilným pacientem v Colney Hatch.
V září 2014 spisovatel a amatérský detektiv Edward Russel v knize Naming Jack the Ripper uvedl, že dokázal Kosminského vinu. Má to dokazovat provedená analýza mitochondriální DNA biologických vzorků, kterou provedl biochemik Jarim Louhelainen. DNA se nacházela na šátku, který Edward Russel zakoupil v roce 2007 a o kterém se domníval, že byl zanechán na místě činu. Šátek údajně patřil Catherine Eddowes, jedné z pěti kanonických obětí. DNA z ejakulátu na šátku, který měl patřit vrahovi a krve, která měla patřit Catherin Eddowes pak byla porovnána s DNA současných žijících příbuzných Aarona a Catherine. Recenzovaný článek o analýze DNA byl publikován roku 2019 v Journal of Forensic Sciences. Vědci z Innsbruck Medical University však článek i jeho závěry zkritizovali a poukázali v něm na řadu chyb a domněnek. Kritici této teorie dále poukazují na možnou kontaminaci vzorků i na fakt, že zjištění neprošla procesem peer review. Ve stejném roce však byla v recenzovaném časopise zveřejněna nová DNA studie, která Kosminského usvědčuje.